# Theobald Wolfe Tone
Theobald Wolfe Tone (ur. 20 czerwca 1763, zm. 19 listopada 1798) – irlandzki bohater narodowy, przywódca powstania w 1798.

## Życiorys
Urodził się w Dublinie. Działał jako polityk, sprzeciwiając się popularnym wówczas trendom dążącym do protestantyzacji katolicyzmu i sprzeciwiających się niezależności Irlandii od Anglii.
W 1791 został współzałożycielem Towarzystwa Zjednoczonych Irlandczyków. Głównym celem towarzystwa była konspiracja mająca doprowadzić do ogólnoirlandzkiego powstania i ustanowienia republiki. Towarzystwo współpracowało z francuskimi jakobinami.
W 1794 Towarzystwo zostało zdekonspirowane przez Brytyjczyków, zaś Wolfe Tone chcąc uniknąć aresztowania udał się na emigrację do USA, gdzie przebywał w latach 1795–1796. W lutym 1796 udał się do Paryża, gdzie został mianowany generałem francuskiej armii.
W 1796 miała miejsce nieudana próba wysłania przez francuski Dyrektoriat 14-tysięcznego korpusu wojskowego do Irlandii, zaś 1797 również nieudana próba wysłania holenderskiej misji wojskowej.
W czerwcu 1798 w Irlandii wybuchło powstanie. Na wieść o tym Dyrektoriat wysłał liczący 1000 żołnierzy korpus pod dowództwem Wolfe Tone'a. 22 sierpnia ekspedycja francuska wylądowała w Connacht. Tam połączyła się z liczącym 5000 żołnierzy oddziałem powstańczym. Zdołali odnieść kilka zwycięstw nad armią brytyjską, jednak w bitwie pod Lough Swilly 12 października 1798 oddziały powstańcze zostały rozgromione, zaś Wolfe Tone dostał się do niewoli.
Skazany przez sąd na karę śmierci. Wyrok miał zostać wykonany 12 listopada 1798. Wolał jednak śmierć samobójczą. Zmarł z poderżniętym gardłem.